# Kaninisut
Kaninisut (auch Ka-ni-nisut) war ein hoher, altägyptischer Beamter des Alten Reiches, der in der 4. Dynastie oder frühen 5. Dynastie lebte und amtierte. Er war mit einer Dame namens Neferhanisut verheiratet und hatte neben einer Tochter, Uto-Hetep, zwei Söhne: Haroēris und Kaninisut der Jüngere. Kaninisut trug hochrangige Titel wie „Sohn des Königs“ und „Bekannter des Königs“ und wurde durch seine reliefgeschmückte Mastaba G 2155 in der Nekropole von Gizeh bekannt, deren vollständige Kultkammer heute im Kunsthistorischen Museum in Wien ausgestellt ist.